# La internacional del fin del mundo
La internacional del fin del mundo  es una película documental de Argentina filmada en colores dirigida por Violeta Bruck y Javier Gabino sobre su propio guion que se estrenó el 12 de septiembre de 2019. El filme busca reflejar a través del examen de cuatro figuras una diversidad en los movimientos culturales, feministas, sindicales y políticos argentinos inspirados en el triunfo de la revolución rusa de 1917. 

## Los personajes del documental
Pedro Milesi (Buenos Aires, 8 de octubre de 1888; junio de 1981) que usó también los seudónimos Pedro Maciel y Eduardo Islas. Para evitar el servicio militar obligatorio contrario a sus convicciones, emigró a Uruguay en 1908, y volvió amnistiado dos años después. En ese período vivió en el Centro Internacional donde se desarrollaba una intensa actividad cultural: grupo teatral, representaciones en prosa y verso, recitales, lecturas comentadas.
Con una máquina "corta-trilla" tirada por caballos que adquirió con un grupo de compañeros, recorrieron las chacras de los pequeños y medianos arrendatarios cosechando "al tanto". Paralelamente impulsaron la creación de numerosos Centros de Estudios Sociales, donde arrendatarios, colonos y peones aprendían a leer y a escribir, discutían los problemas políticos y sociales y se organizaban. Se afilió al Partido Socialista Argentino y contribuyó a la creación de la Biblioteca del Centro Socialista de Villa Crespo. Participó como delegado en el congreso de Unidad Gremial (6 al 13 de marzo de 1922) donde nació la Unión Sindical Argentina. Escribía regularmente en La Organización Obrera (órgano oficial de la Unión), y mantuvo correspondencia en italiano y francés con dirigentes sindicales europeos. A fines de la década de 1940 se jubiló y a mediados de la década de 1960 volvió a relacionarse con estudiantes y activistas sindicales. Hacia 1970 concurría asiduamente a ese Sindicato y al local de SITRAC-SITRAM, daba charlas, intervenía en asambleas, jornadas y congresos de trabajadores. Participó en el dictado de cursos sobre historia del movimiento obrero argentino e internacional, para militantes y activistas de distintos sindicatos y agrupaciones gremiales y estudiantiles.
El obrero del gremio de la madera Mateo Fossa  ( Buenos Aires, Argentina, 1896 – ibídem, 3 de julio de 1973 ) fue un dirigente sindical y político de ideología trotskista que escribía con el seudónimo de Irlam. En distintos períodos militó en el Partido Socialista, el Partido Comunista, Partido Socialista Obrero, Grupo Obrero Revolucionario que conducía Liborio Justo y Partido Socialista de los Trabajadores. Fue dirigente en sindicatos de la madera y actuó en diferentes comités políticos. En 1938 viajó a México, donde tuvo varias entrevistas con León Trotski cuyo contenido publicó en forma de folleto.
La estudiante de clase media Micaela Feldman de Etchebéhère (Moisés Ville, provincia de Santa Fe, 14 de marzo de 1902 - París, 7 de julio de 1992). Participó en la creación de un grupo político alrededor de la revista Insurrexit y en 1924 ingresó al Partido Comunista Argentino del que dos años después fue expulsada por sus desacuerdos con la política estalinista y por sus simpatías con la figura de León Trotski. Viajó a Europa y en julio de 1936  partió con su esposo en una columna formada por militantes del POUM. En el primer combate en el que participan, la toma de Atienza, muere el esposo y Mika ocupa su puesto. Por su valor, sentido común y su humanitarismo consigue las estrellas de Capitán y así será conocida, como La Capitana, por ser la única mujer extranjera que alcanzó ese rango en el ejército republicano. Su vida inspiró la película documental Mika. Mi guerra de España.
Liborio Justo, (6 de febrero de 1902 – 7 de agosto de 2003),  hijo  del presidente general Agustín Pedro Justo,  fue un teórico político marxista, militante y fundador de grupos trotskistas. Conocido por los pseudónimos de Quebracho, Agustín Bernal y Lobodón Garra. Durante una estadía en Estados Unidos, conoció a los trotskistas, a quienes adhirió durante buena parte de su vida. Editaba un Boletín de Información que hacía campaña por la unificación de los partidarios de la IV Internacional en la Argentina. Desarrolló un importante trabajo teórico y práctico para poner en pie, en la Argentina, una sección de la IV Internacional. Había organizado una primera conferencia y un primer reagrupamiento el 7 de noviembre de 1937. Más tarde terminaría alejándose del movimiento. Tiene una extensa obra bibliográfica dedicada a grandes temas de preocupación: la política, la historia y los cuentos costumbristas. 

## Sinopsis
Tomando como soporte la historia de cuatro militantes busca reflejar una diversidad en los movimientos culturales, feministas, sindicales y políticos argentinos inspirados en el triunfo de la revolución rusa de 1917.

## Comentarios
Paraná Sendrós en Ámbito Financiero opinó:

”Los autores de este documental quisieron refrescar la historia del movimiento izquierdista argentino de comienzos del siglo XX y lo hicieron destacando a cuatro figuras singulares, pero entremezclándolas de modo algo irregular. Además unen piezas históricas con escenificaciones innecesarias, y confían en un montaje godardiano que a veces supone asociación …y otras veces suma confusión. Se aprecia…el trabajo de búsqueda por diferentes reservorios, desde la Biblioteca de la Academia Nacional de la Historia hasta la Popular de Bella Vista, Córdoba. Cada una de estas personas merecería su propio documental.” 

Adolfo C. Martínez en La Nación escribió:

”La atenta cámara de los realizadores se detiene en investigadores y activistas de ese cuarteto para reconstruir sus historias, ayudados por imágenes de noticieros y registros fotográficos.”.

Rodrigo Seijas en el sitio web funcinema.com.ar opinó:

”El objetivo de fondo es claro: establecer una contraposición con los discursos históricos dominantes y darle una voz a la visión histórica de los movimientos de izquierda. El inconveniente es que termina privilegiando excesivamente la discursividad política en detrimento de sus personajes, que quedan por debajo del mensaje. Asimismo, esa Historia alternativa que pretende construir desde las imágenes es tan esquemática –o más- que la oficial: es otro relato de buenos y malos, con sus respectivos silencios u omisiones, solo que con los roles cambiados y sin ambigüedades....Es un documental que pretende convencer pero solo le habla a los que ya están convencidos. Por eso tampoco reflexiona sobre las razones de las derrotas ni es capaz de insinuar autocríticas, haciendo del pasado supuestamente glorioso un presente eterno, que no deja de ser irreal.”